# Kněžík duhový
Kněžík duhový (Coris julis) je mořská ryba z čeledi pyskounovití (Labridae). Pochází z pobřežních oblastní východního Atlantiku a Středozemního moře. Jedná se o protogynní hermafrodity, samice se v pozdějším věku mění v samce.

## Popis
Tělo kněžíka je protáhlé a nízké, jeho hlava je dlouhá s drobnými ústy s širokými masitými rty. Čelisti mohou vysunout, na každé jsou 1–2 řady špičatých zubů. Hřbetní ploutev tvoří 12 měkkých a 9 tvrdých ploutevních paprsků. U samců jsou první 3 paprsky delší než zbytek ploutve. Zbarvení kněžíka je pestré. Postranní čára je dlouhá, tvořená 73–80 malými šupinami.